# Bash at the Brewery 2
Bash at the Brewery 2 – gala wrestlingu, zorganizowana przez amerykańską federację Impact Wrestling we współpracy z River City Wrestling, która była transmitowana za pomocą platformy Impact Plus. Odbyła się 10 stycznia 2020 we Freetail Brewing Company w San Antonio. Była to druga gala z cyklu Bash at the Brewery.
Karta walk składała się z dziewięciu pojedynków, w tym dwóch o tytuły mistrzowskie, a samo wydarzenie poprzedziły dwa Preshow matche. W Eight Person Elimination Tag Team matchu, który był walką wieczoru, Ohio Versus Everything (Dave Crist, Jake Crist, Madman Fulton i Sami Callihan) pokonali Briana Cage’a, Richa Swanna, Tessę Blanchard i Williego Macka. W innych pojedynkach Kiera Hogan obroniła RCW Women’s Championship w walce z Christi Jaynes, a Fallah Bahh zachował RCW Championship, pokonując Kongo Konga.

## Wyniki walk
Zestawienie zostało opracowane na podstawie źródła:
| Nr                                                                   | Wyniki | Stypulacje                                            | Czas  |
| -------------------------------------------------------------------- | --- | ----------------------------------------------------- | ----- |
| 1P                                                                   | The Pillars Of Destiny (Hunter Grey i Paul Titan) (c) pokonali Royal Taxation (Branden Vice i Richie Garcia)                                          | Tag Team match o RCW Tag Team Championship            | bd.   |
| 2P                                                                   | Luigi Primo pokonał Alberto Del Frito, Anthony’ego Andrewsa (c) i Randy’ego Price’a                                                                   | Fatal Four Way match o RCW International Championship | bd.   |
| 3                                                                    | Ace Austin pokonał Wentza | Singles match                                         | 9:55  |
| 4                                                                    | Kiera Hogan (c) pokonała Christi Jaynes | Singles match o RCW Women’s Championship              | 7:05  |
| 5                                                                    | Fallah Bahh (c) pokonał Kongo Konga (z Brandonem Oliverem i Madi Wrenkowski)                                                                          | Singles match o RCW Championship                      | 8:10  |
| 6                                                                    | Michael Elgin pokonał Joeya Ryana | Singles match                                         | 14:10 |
| 7                                                                    | Rhino pokonał Mahabali Sherę w wyniku dyskwalifikacji                                                                                                 | Singles match                                         | 6:35  |
| 8                                                                    | Rob Van Dam (z Katie Forbes) pokonał Eddiego Edwardsa                                                                                                 | Singles match                                         | 11:45 |
| 9                                                                    | The North (Ethan Page i Josh Alexander) pokonali The Rascalz (Dez i Trey)                                                                             | Tag Team match                                        | 10:55 |
| 10                                                                   | Jordynne Grace pokonała Tayę Valkyrie | Brewery Brawl                                         | 12:40 |
| 11                                                                   | Ohio Versus Everything (Dave Crist, Jake Crist, Madman Fulton i Sami Callihan) pokonali Briana Cage’a, Richa Swanna, Tessę Blanchard i Williego Macka | Eight Person Elimination Tag Team match               | 28:20 |
| (c) – mistrz/mistrzyni przed walkąP – walka miała miejsce w pre-show | |                                                       |       |